# Fußball-Weltmeisterschaft 1974/Gruppe IV
| Pl. | Land        | Sp. | S | U | N | Tore    | Diff. | Punkte |
| --- | ----------- | --- | - | - | - | ------- | ----- | ------ |
| 1.  | Polen       | 3   | 3 | 0 | 0 | 012:300 | +9    | 06:0   |
| 2.  | Argentinien | 3   | 1 | 1 | 1 | 007:500 | +2    | 03:30  |
| 3.  | Italien     | 3   | 1 | 1 | 1 | 005:400 | +1    | 03:30  |
| 4.  | Haiti       | 3   | 0 | 0 | 3 | 002:140 | −12   | 0:60   |

Gruppe IV der Fußball-Weltmeisterschaft 1974:

## Italien – Haiti 3:1 (0:0)
| Italien                                                         | Italien | Haiti | Haiti |
| --------------------------------------------------------------- | --- | --- | ----- |
| Italien                                                         | \| 1. Gruppenspiel \| \| Samstag, 15. Juni 1974 um 18:00 Uhr in München (Olympiastadion) \| \| Zuschauer: 53.000 \| \| Schiedsrichter: Vicente Llobregat ( Venezuela) \| \| Spielbericht \|                                                 | \| 1. Gruppenspiel \| \| Samstag, 15. Juni 1974 um 18:00 Uhr in München (Olympiastadion) \| \| Zuschauer: 53.000 \| \| Schiedsrichter: Vicente Llobregat ( Venezuela) \| \| Spielbericht \|                                              | Haiti |
| Italien                                                         | Dino Zoff – Tarcisio Burgnich – Luciano Spinosi, Francesco Morini, Giacinto Facchetti – Fabio Capello, Sandro Mazzola, Gianni Rivera, Romeo Benetti – Giorgio Chinaglia (70. Pietro Anastasi), Luigi Riva Cheftrainer: Ferruccio Valcareggi | Henri Françillon – Wilner Nazaire – Pierre Bayonne, Ernst Jean-Joseph, Arsène Auguste – Guy François, Philippe Vorbe, Jean-Claude Désir, Eddy Antoine – Guy Saint-Vil (46. Claude Barthélemy), Emmanuel Sanon Cheftrainer: Antoine Tassy | Haiti |
| Italien                                                         | 1:1 Rivera (52.) 2:1 Benetti (66.) 3:1 Anastasi (79.) | 0:1 Sanon (46.) | Haiti |
| Italien                                                         | Bayonne (65.) | | Haiti |
| 1. Gruppenspiel                                                 | | |       |
| Samstag, 15. Juni 1974 um 18:00 Uhr in München (Olympiastadion) | | |       |
| Zuschauer: 53.000                                               | | |       |
| Schiedsrichter: Vicente Llobregat ( Venezuela)                  | | |       |
| Spielbericht                                                    | | |       |

## Polen – Argentinien 3:2 (2:0)
| Polen                                                            | Polen | Argentinien | Argentinien |
| ---------------------------------------------------------------- | --- | --- | ----------- |
| Polen                                                            | \| 1. Gruppenspiel \| \| Samstag, 15. Juni 1974 um 18:00 Uhr in Stuttgart (Neckarstadion) \| \| Zuschauer: 32.700 \| \| Schiedsrichter: Clive Thomas ( Wales) \| \| Spielbericht \|                                                                                  | \| 1. Gruppenspiel \| \| Samstag, 15. Juni 1974 um 18:00 Uhr in Stuttgart (Neckarstadion) \| \| Zuschauer: 32.700 \| \| Schiedsrichter: Clive Thomas ( Wales) \| \| Spielbericht \|                                                                | Argentinien |
| Polen                                                            | Jan Tomaszewski – Jerzy Gorgoń – Antoni Szymanowski, Władysław Żmuda, Adam Musiał – Henryk Kasperczak, Kazimierz Deyna , Zygmunt Maszczyk – Grzegorz Lato, Andrzej Szarmach (70. Jan Domarski), Robert Gadocha (85. Lesław Ćmikiewicz) Cheftrainer: Kazimierz Górski | Daniel Carnevali – Roberto Perfumo – Enrique Wolff, Ramón Heredia, Francisco Sá – Miguel Brindisi (46. René Houseman), Agustín Balbuena, Ángel Bargas (67. Roberto Telch), Carlos Babington – Rubén Ayala, Mario Kempes Cheftrainer: Vladislao Cap | Argentinien |
| Polen                                                            | 1:0 Lato (7.) 2:0 Szarmach (8.) 3:1 Lato (62.) | 2:1 Heredia (60.) 3:2 Babington (66.) | Argentinien |
| Polen                                                            | Perfumo (21.), Babington (47.) | | Argentinien |
| 1. Gruppenspiel                                                  | | |             |
| Samstag, 15. Juni 1974 um 18:00 Uhr in Stuttgart (Neckarstadion) | | |             |
| Zuschauer: 32.700                                                | | |             |
| Schiedsrichter: Clive Thomas ( Wales)                            | | |             |
| Spielbericht                                                     | | |             |

## Argentinien – Italien 1:1 (1:1)
| Argentinien                                                       | Argentinien | Italien | Italien |
| ----------------------------------------------------------------- | --- | --- | ------- |
| Argentinien                                                       | \| 2. Gruppenspiel \| \| Mittwoch, 19. Juni 1974 um 19:30 Uhr in Stuttgart (Neckarstadion) \| \| Zuschauer: 70.100 \| \| Schiedsrichter: Pawel Kasakow ( Sowjetunion) \| \| Spielbericht \|                                                         | \| 2. Gruppenspiel \| \| Mittwoch, 19. Juni 1974 um 19:30 Uhr in Stuttgart (Neckarstadion) \| \| Zuschauer: 70.100 \| \| Schiedsrichter: Pawel Kasakow ( Sowjetunion) \| \| Spielbericht \|                                                                   | Italien |
| Argentinien                                                       | Daniel Carnevali – Roberto Perfumo – Enrique Wolff (60. Rubén Glaria), Ramón Heredia, Francisco Sá – Roberto Telch, René Houseman, Carlos Babington – Rubén Ayala, Mario Kempes, Héctor Yazalde (78. Enrique Chazarreta) Cheftrainer: Vladislao Cap | Dino Zoff – Tarcisio Burgnich – Luciano Spinosi, Francesco Morini (66. Giuseppe Wilson), Giacinto Facchetti – Sandro Mazzola, Fabio Capello, Gianni Rivera (66. Franco Causio), Romeo Benetti – Pietro Anastasi, Luigi Riva Cheftrainer: Ferruccio Valcareggi | Italien |
| Argentinien                                                       | 1:0 Houseman (19.) | 1:1 Perfumo (35., Eigentor) | Italien |
| Argentinien                                                       | Babington (54.) | Benetti (48.) | Italien |
| 2. Gruppenspiel                                                   | | |         |
| Mittwoch, 19. Juni 1974 um 19:30 Uhr in Stuttgart (Neckarstadion) | | |         |
| Zuschauer: 70.100                                                 | | |         |
| Schiedsrichter: Pawel Kasakow ( Sowjetunion)                      | | |         |
| Spielbericht                                                      | | |         |

## Haiti – Polen 0:7 (0:5)
| Haiti                                                            | Haiti | Polen | Polen |
| ---------------------------------------------------------------- | --- | --- | ----- |
| Haiti                                                            | \| 2. Gruppenspiel \| \| Mittwoch, 19. Juni 1974 um 19:30 Uhr in München (Olympiastadion) \| \| Zuschauer: 25.300 \| \| Schiedsrichter: Govindasamy Suppiah ( Singapur) \| \| Spielbericht \|                                                           | \| 2. Gruppenspiel \| \| Mittwoch, 19. Juni 1974 um 19:30 Uhr in München (Olympiastadion) \| \| Zuschauer: 25.300 \| \| Schiedsrichter: Govindasamy Suppiah ( Singapur) \| \| Spielbericht \|                                                                        | Polen |
| Haiti                                                            | Henri Françillon – Wilner Nazaire – Pierre Bayonne, Fritz André (37. Claude Barthélemy), Arsène Auguste – Guy François, Philippe Vorbe, Jean-Claude Désir, Eddy Antoine – Roger Saint-Vil (46. Serge Racine), Emmanuel Sanon Cheftrainer: Antoine Tassy | Jan Tomaszewski – Jerzy Gorgoń – Antoni Szymanowski, Władysław Żmuda, Adam Musiał (71. Zbigniew Gut) – Henryk Kasperczak, Kazimierz Deyna , Zygmunt Maszczyk (65. Lesław Ćmikiewicz) – Grzegorz Lato, Andrzej Szarmach, Robert Gadocha Cheftrainer: Kazimierz Górski | Polen |
| Haiti                                                            | 0:1 Lato (17.) 0:2 Deyna (18.) 0:3 Szarmach (30.) 0:4 Gorgoń (31.) 0:5 Szarmach (34.) 0:6 Szarmach (50.) 0:7 Lato (87.) | | Polen |
| Haiti                                                            | Bayonne (79.) | | Polen |
| 2. Gruppenspiel                                                  | | |       |
| Mittwoch, 19. Juni 1974 um 19:30 Uhr in München (Olympiastadion) | | |       |
| Zuschauer: 25.300                                                | | |       |
| Schiedsrichter: Govindasamy Suppiah ( Singapur)                  | | |       |
| Spielbericht                                                     | | |       |

## Polen – Italien 2:1 (2:0)
| Polen                                                            | Polen | Italien | Italien |
| ---------------------------------------------------------------- | --- | --- | ------- |
| Polen                                                            | \| 3. Gruppenspiel \| \| Sonntag, 23. Juni 1974 um 16:00 Uhr in Stuttgart (Neckarstadion) \| \| Zuschauer: 70.100 \| \| Schiedsrichter: Hans-Joachim Weyland ( BR Deutschland) \| \| Spielbericht \|                                              | \| 3. Gruppenspiel \| \| Sonntag, 23. Juni 1974 um 16:00 Uhr in Stuttgart (Neckarstadion) \| \| Zuschauer: 70.100 \| \| Schiedsrichter: Hans-Joachim Weyland ( BR Deutschland) \| \| Spielbericht \|                                                                      | Italien |
| Polen                                                            | Jan Tomaszewski – Jerzy Gorgoń – Antoni Szymanowski, Władysław Żmuda, Adam Musiał – Henryk Kasperczak, Kazimierz Deyna , Zygmunt Maszczyk – Grzegorz Lato, Andrzej Szarmach (78. Lesław Ćmikiewicz), Robert Gadocha Cheftrainer: Kazimierz Górski | Dino Zoff – Tarcisio Burgnich (33. Giuseppe Wilson) – Luciano Spinosi, Francesco Morini, Giacinto Facchetti – Romeo Benetti, Fabio Capello, Sandro Mazzola – Franco Causio, Giorgio Chinaglia (46. Roberto Boninsegna), Pietro Anastasi Cheftrainer: Ferruccio Valcareggi | Italien |
| Polen                                                            | 1:0 Szarmach (38.) 2:0 Deyna (44.) | 2:1 Capello (85.) | Italien |
| Polen                                                            | Musiał (25.), Kasperczak (84.) | Boninsegna (71.) | Italien |
| 3. Gruppenspiel                                                  | | |         |
| Sonntag, 23. Juni 1974 um 16:00 Uhr in Stuttgart (Neckarstadion) | | |         |
| Zuschauer: 70.100                                                | | |         |
| Schiedsrichter: Hans-Joachim Weyland ( BR Deutschland)           | | |         |
| Spielbericht                                                     | | |         |

## Argentinien – Haiti 4:1 (2:0)
| Argentinien                                                     | Argentinien | Haiti | Haiti |
| --------------------------------------------------------------- | --- | --- | ----- |
| Argentinien                                                     | \| 3. Gruppenspiel \| \| Sonntag, 23. Juni 1974 um 16:00 Uhr in München (Olympiastadion) \| \| Zuschauer: 25.900 \| \| Schiedsrichter: Pablo Sánchez Ibáñez ( Spanien) \| \| Spielbericht \|                                                         | \| 3. Gruppenspiel \| \| Sonntag, 23. Juni 1974 um 16:00 Uhr in München (Olympiastadion) \| \| Zuschauer: 25.900 \| \| Schiedsrichter: Pablo Sánchez Ibáñez ( Spanien) \| \| Spielbericht \|                                                                 | Haiti |
| Argentinien                                                     | Daniel Carnevali – Roberto Perfumo – Enrique Wolff, Ramón Heredia, Francisco Sá – Mario Kempes (52. Agustín Balbuena), Roberto Telch, Carlos Babington – Rubén Ayala, Héctor Yazalde, René Houseman (57. Miguel Brindisi) Cheftrainer: Vladislao Cap | Henri Françillon – Wilner Nazaire (25. Joseph-Marion Leandré) – Pierre Bayonne, Serge Ducosté, Wilfried Louis – Serge Racine, Philippe Vorbe, Jean-Claude Désir, Eddy Antoine – Guy Saint-Vil (52. Fritz Leandré), Emmanuel Sanon Cheftrainer: Antoine Tassy | Haiti |
| Argentinien                                                     | 1:0 Yazalde (15.) 2:0 Houseman (18.) 3:0 Ayala (55.) 4:1 Yazalde (68.) | 3:1 Sanon (63.) | Haiti |
| Argentinien                                                     | Babington (26.), Heredia (60.) | Fritz Leandré (85.) | Haiti |
| 3. Gruppenspiel                                                 | | |       |
| Sonntag, 23. Juni 1974 um 16:00 Uhr in München (Olympiastadion) | | |       |
| Zuschauer: 25.900                                               | | |       |
| Schiedsrichter: Pablo Sánchez Ibáñez ( Spanien)                 | | |       |
| Spielbericht                                                    | | |       |